# Richard Reimann
Richard Reimann (* 2. November 1892 in Minden; † 28. Oktober 1970 in Rottach-Egern) war ein deutscher General der Flakartillerie der Luftwaffe im Zweiten Weltkrieg.

## Leben
Beförderungen
- 27. Januar 1912 Fahnenjunker
- 18. August 1912 Fähnrich
- 16. Juni 1913 Oberleutnant
- 1. Februar 1927 Hauptmann
- 1. Oktober 1934 Major
- 20. April 1937 Oberstleutnant
- 1. April 1939 Oberst
- 20. April 1941 Generalmajor
- 15. März 1943 Generalleutnant
- 2. August 1944 General der Flakartillerie

Reimann, trat am 4. Dezember 1911 als Fahnenjunker in das Klevesche Feldartillerie-Regiment Nr. 43 bei, wo er zunächst von 1912 bis 7. Mai 1913 die Kriegsschule in Metz besuchte. Anschließend fungierte Reimann in seinem Regiment als Batterieoffizier und nach Ausbruch des Ersten Weltkrieges bis zum 14. September 1914 als Zugführer. An diesem Tag, wurde Reimann leicht verwundet und kam schon am nächsten Tag, dem 15. September 1914, zur II. Ersatz-Abteilung seines Regiments zurück. Hier verblieb er bis zum 5. September 1915 und wurde anschließend zur Ausbildung für Kraftwagenschützen abkommandiert, die bei der Kraftwagen-Abteilung in Schöneberg stattfand. Nach dessen Beendigung, wurde Reimann am 28. September 1915 mit dem Kraftwagengeschütz 37 zur Armee-Abteilung Gaede sowie zur Ballonabwehr-Kanonenschule in Ostende abkommandiert. Nachdem er auch diese im Oktober 1915 abgeschlossen hatte, wurde Reimann vom 19. Oktober 1915 bis Ende Mai 1916 beim Kraftwagengeschütz 21 als Schütze eingesetzt. Am 1. Juni 1916 stieg er zum Führer der Kanonen-Flak 89 auf, dessen Posten er bis August 1916 innehielt. Danach wurde Reimann von der Front abgezogen und war von September 1916 über das Kriegsende hinaus, bis Januar 1919, sodann Assistent bei der Artillerieprüfungskommission. Im Anschluss hieran, diente Reimann von Januar 1919 bis März 1919 als Zeitfreiwilliger in der Garde-Kavallerie-Schützen-Division sowie für wenige Tage bis zum 13. März 1919 in der Brigade Reinhard. Danach wurde Reimann bis Ende September 1919 erneut in die Artillerie-Prüfungs-Kommission abkommandiert.
Im Oktober 1919 erfolgte Reimanns Abkommandierung zur Inspektion für Waffen und Geräte im Reichswirtschaftsministerium (RWM). Sein dortiger Einsatz, währte nur bis Mitte Dezember 1919. Schon am 19. Dezember dieses Monats wurde Reimann der leichten Kraftwagen-Abteilung 7 zugeteilt, die sich am 3. Januar 1920 in das 7. Artillerie-Regiment der Reichswehr umbenannte. Dort fungierte er bis zum 8. Juni 1920 als Batterieoffizier. Anschließend trat Reimann dem Freikorps Severin bei, wo er bis Ende September 1920 verblieb.
Zum 1. Oktober 1920 wurde Reimann als Hilfsoffizier in den Stab der 7. Division versetzt, blieb aber während dieser Zeit zum Reichswirtschaftsministerium abkommandiert, wo er erneut bei der Inspektion für Waffen und Geräte eingesetzt war. Diese Funktion, füllte Reimann bis Mitte April 1921 aus und wurde mit Wirkung zum 15. April 1921 unter Belassung in seinem Kommando zur Inspektion für Waffen und Geräte in das Artillerie-Regiment 7 versetzt. Anschließend war Reimann vom 1. Oktober 1921 bis Januar 1923 Batterieoffizier in der III. Abteilung des 3. Artillerie-Regiments unter Belassung seines Kommandos im Reichswirtschaftsministerium. Am 1. Februar 1923 stieg Reimann dort zum Referenten in der Inspektion für Waffen und Geräte auf. Eine Position, die er Ende Mai 1929 innehielt. Während dieser Zeit, war er jedoch erneut unter Belassung seines Kommandos im RWM, zum 1. Artillerie-Regiment, versetzt.
Von Juni 1929 bis Ende März 1932 fungierte Reimann als Batteriechef im 1. Artillerie-Regiment. Hier war er zugleich Batterieführer in der 1. Kraftfahr-Abteilung und der 2. Kraftfahrt-Abteilung in Königsberg-Pillau. Anschließend, wurde Reimann erneut in das Reichswirtschaftsministerium versetzt, wo er von April bis Juni 1932 als Berater der Flakabteilung im Heereswaffenamt eingesetzt war. Gleiche Position hatte Reimann anschließend als Artillerieoffizier für Waffen und Munition im Heereswaffenamt von Juli 1932 bis März 1935 inne.

### Übertritt zur Luftwaffe und Zweiter Weltkrieg
Am 1. April 1935 trat Reimann zur Luftwaffe über, wo er bis zum 10. Juni 1935 zunächst als Referent im Reichsluftfahrtministerium (RLM) Verwendung fand. Dort stieg er zum 11. Juni 1935 zum Gruppenleiter auf, dessen Posten er bis Ende September 1936 innehielt. Im Anschluss hieran, wurde er an die Flak-Artillerie-Schule nach Wustrow abkommandiert, wo er ab 1. Februar 1938 bis zum 14. Oktober 1939 Kommandeur war.
Nach Beendigung des Überfalls auf Polen, wurde Reimann am 15. Oktober 1939 zum Kommandeur des 8. Flak-Regiments ernannt, welcher er im kommenden Jahr, im Zuge des Westfeldzuges, durch Holland und Nordfrankreich führte. Am 2. Juni 1940 gab Reimann das Kommando des Regiments an Oberst Friedrich Römer ab und war anschließenden vom 3. Juni 1940 bis 19. Dezember 1941 im Bereich des Höheren Kommandeurs der Flak-Artillerieschulen eingesetzt. Vom 20. Dezember 1941 bis 11. Januar 1942 übertrug man ihm kurzfristig die Führung des I. Flak-Korps, dessen Kommandierender General er am 12. Januar 1942 wurde. Am 19. April 1942 gab Reimann dieses Kommando an General der Flieger Otto Deßloch ab und wurde zum 20. April 1942 zum Kommandeur der neuaufgestellten 18. Flak-Division. Unter seinem Kommando stand die Division im zunächst Raum Rshew im Bereich der Heeresgruppe Mitte. Am 9. März 1943 gab Reimann das Divisionskommando an Generalmajor Prinz Heinrich Reuß ab und wurde am Folgetag Inspekteur der Flak-Artillerie-Ost. Hier wurde er für seine Führungstätigkeit mit der 18. Flak-Division mit dem Ritterkreuz des Eisernen Kreuzes ausgezeichnet. Nachdem er die Aufgaben des Inspekteurs der Flak-Artillerie-Ost bis zum 8. September 1943 erfüllt hatte, wurde Reimann für den Monat September 1943 in die Führerreserve des Oberkommandos der Luftwaffe (OKL) versetzt um sodann um 1. Oktober 1943 erneut Kommandierender General des I. Flak-Korps zu werden. Dieses führte er dann bis Kriegsende. Die in einiger Literatur auftauchende Verleihung des Eichenlaubes zum Ritterkreuz des Eisernen Kreuzes am 20. April 1945 ist nachweislich nie erfolgt. Am 8. Mai 1945 geriet Reimann in US-amerikanische Kriegsgefangenschaft, wurde jedoch schon bald an die Sowjetunion ausgeliefert und kam erst am 10. Oktober 1955 aus dem Kriegsgefangenenlager 5110/48 Woikowo wieder frei.

## Auszeichnungen
- Eisernes Kreuz (1914) II. und I. Klasse
- Preußische Rettungsmedaille
- Verwundetenabzeichen (1918) in Schwarz
- Flak-Kampfabzeichen
- Deutsches Kreuz in Gold am 1. August 1942
- Ritterkreuz des Eisernen Kreuzes am 1. April 1943